# Restrepiella lueri
Restrepiella lueri är en orkidéart som beskrevs av Franco Pupulin och Bogarín. Restrepiella lueri ingår i släktet Restrepiella och familjen orkidéer.
Artens utbredningsområde är Costa Rica. Inga underarter finns listade i Catalogue of Life.